# Luny Tunes
Luny Tunes ist ein Produzentenduo der Genres Reggaetón und „Hurban“ (Wortschöpfung aus „Hispanic Urban“).
Das Duo besteht aus:
- Francisco Saldaña („Luny“), geb. am 23. Juni 1979 in La Romana, einer Stadt an der Südküste der Dominikanischen Republik und
- Víctor Cabrera („Tunes“), geb. am 12. April 1981 in einem Ort im Cibao-Tal, im Nordwesten der Dominikanischen Republik.[1]

Als Namensgeber standen Warner Bros. Looney Tunes Pate.

## Leben und Karriere
Aufgewachsen sind beide in Boston (USA); später zogen sie nach Puerto Rico, wo sie zunächst mit dem Produzenten DJ Nelson zusammenarbeiteten. Einem größeren Publikum bekannt wurden sie im Jahr 2003 durch die Kompilation DJ Nelson presenta Luny Tunes & Noriega: Más flow.
Ein außerordentlich großer Teil des puerto-ricanischen Reggaetón wurde und wird seither von ihnen produziert. Das Duo produzierte viele Stücke und Alben der Reggaetón-Künstler Tego Calderón, Don Omar, Wisin y Yandel, Daddy Yankee, Héctor y Tito, Ivy Queen, Glory, Eddie Dee, Julio Voltio, Yaga y Mackie, Zion y Lennox, des Salsa-Künstlers Víctor Manuelle sowie eigene Alben, anfangs teilweise mit den puerto-ricanischen Produzenten Noriega und DJ Nelson, zuletzt häufig mit Baby Ranks, Naldo, Nely („El arma secreta“), Nesty („La mente maestra“) und Tainy als Co-Produzenten.

## Diskografie

### Alben
| Jahr | Titel                   | Höchstplatzierung, Gesamtwochen, AuszeichnungChartplatzierungen (Jahr, Titel, Platzierungen, Wochen, Auszeichnungen, Anmerkungen) | Höchstplatzierung, Gesamtwochen, AuszeichnungChartplatzierungen (Jahr, Titel, Platzierungen, Wochen, Auszeichnungen, Anmerkungen) | Anmerkungen                                                                   |
| Jahr | Titel                   | US | Latin | Anmerkungen                                                                   |
| ---- | ----------------------- | --- | --- | ----------------------------------------------------------------------------- |
| 2003 | Más flow                | — | Latin11 (14 Wo.)Latin | Erstveröffentlichung: 26. August 2003 DJ Nelson presenta Luny Tunes & Noriega |
| 2004 | La trayectoría          | — | Latin7 ×2Doppelplatin · (69 Wo.)Latin                                                                                             | Erstveröffentlichung: 22. Juni 2004 DJ Nelson presenta Luny Tunes & Noriega   |
| 2005 | Más flow 2              | US68 Gold · (19 Wo.)US | Latin2 ×2Doppelplatin · (80 Wo.)Latin                                                                                             | Erstveröffentlichung: 8. Februar 2005 mit Baby Ranks                          |
| 2006 | Reggaetón Hits          | — | Latin15 (12 Wo.)Latin |                                                                               |
| 2006 | Mas Flow 2.5            | — | Latin31 (5 Wo.)Latin |                                                                               |
| 2006 | Mas flow: Los Benjamins | US30 (12 Wo.)US | Latin1 (54 Wo.)Latin | Erstveröffentlichung: 26. September 2006 mit Tainy                            |

Weitere Alben
- 2004: Kings of the Beats
- 2005: Más flow (Platinum Edition)
- 2007: Kings of the Beats II
- 2008: Luny Tunes presents Calle 434

### Singles
| Jahr | Titel Album                                              | Höchstplatzierung, Gesamtwochen, AuszeichnungChartplatzierungen (Jahr, Titel, Album, Platzierungen, Wochen, Auszeichnungen, Anmerkungen) | Höchstplatzierung, Gesamtwochen, AuszeichnungChartplatzierungen (Jahr, Titel, Album, Platzierungen, Wochen, Auszeichnungen, Anmerkungen) | Anmerkungen |
| Jahr | Titel Album                                              | Latin | ES | Anmerkungen |
| ---- | -------------------------------------------------------- | --- | --- | --- |
| 2006 | Noche de entierro (nuestro amor) Mas flow: Los Benjamins | Latin6 (20 Wo.)Latin | ES— GoldES | Erstveröffentlichung: Oktober 2006 feat. Tainy, Wisin & Yandel, Daddy Yankee, Héctor el Father, Zion & Tony Tun Tun |
| 2006 | Alocate Mas flow: Los Benjamins                          | Latin26 (7 Wo.)Latin | — | |
| 2015 | Mayor Que Yo 3 Mas Flow 3                                | Latin20 (20 Wo.)Latin | ES— ×3DreifachplatinES | Erstveröffentlichung: 22. Oktober 2015 feat. Daddy Yankee, Wisin, Don Omar & Yandel                                 |

## Zusammenarbeit mit Künstlern anderer Genres
Diese Künstler griffen in den Jahren 2005 und 2006 auf das Produzentenduo zurück:
- R. Kelly
- Ricky Martin
- Jennifer Lopez
- The Black Eyed Peas
- Beenie Man
- Sean Paul
- Shakira
- Fat Joe
- Lenny Kravitz
- Janet Jackson
- RBD

## Auszeichnungen
Vom „Hispanic Magazine“ wurden Luny Tunes am 8. Februar 2006 unter die „Top 25 Most Influential Hispanics in USA“, die 25 einflussreichsten Hispanics in den Vereinigten Staaten von Amerika, gewählt.
Latin Billboard Awards
- Más Flow – „Tropical Album of the Year / Duo or Group“ 2004
- Más Flow – „Tropical Album of the Year / New Generation“ 2004
- La Trayectoría – „Reggaetón Album of the Year“ 2005
- Luny Tunes – „Producer of the Year“ 2006
- Rákata (feat. Wisin y Yandel) – „Hot Latin Song“ 2006
- Qué más da / I don’t care (Ricky Martin feat. Fat Joe) – „Dance Track of the Year“ 2006

Latin Grammy Awards
- Barrio fino – „Best Album of the Year / Urban“ 2005 (produziert von Luny Tunes)

Reggaeton People’s Choice Awards
- Luny Tunes – „Producer of the Year“ 2004
- Luny Tunes – „Producer of the Year“ 2005
- Mayor que yo – „Best Song of the Year“ 2005 (mit Don Omar)
- Más flow 2 – „Best Album of the Year“ 2005

Premios Lo Nuestro Awards
- Más flow 2 – „Best Album of the Year / Urban Category“ 2006